# Boulevard Baille
Le boulevard Baille est l'un des axes principaux du centre-ville de Marseille traversant les 5ème et 6ème arrondissement.

## Situation et accès
Le boulevard qui débute place Castellane et se termine boulevard Jean-Moulin est desservi par la ligne  1 du métro aux stations Castellane et La Timone situées aux tenant et aboutissant du boulevard, tandis que la station Baille se situe à la hauteur de la rue des Vertus, non loin de l'hôpital public de la Conception. 
Le boulevard traverse les 5e et 6e arrondissements de Marseille. Il va de la place Castellane jusqu'au boulevard Jean-Moulin.
Le boulevard Baille est desservi par la ligne   du métro. Les stations Castellane et La Timone sont situées aux tenant et aboutissant du boulevard, tandis que la station Baille se situe à la hauteur de la rue des Vertus. 
Le boulevard est également desservi par les lignes   et   du réseau RTM. Pour la ligne   sur le seul tronçon allant de la place Castellane jusqu'à hauteur de la rue de Lodi.

## Origine du nom
Il porte le nom du propriétaire des terrains, monsieur Baille, sur lequel fut ouverte la voie.

## Historique
Initialement, le boulevard est fermé à chacune de ses extrémités : il s'agit d'une sorte de cul-de-sac à deux côtés créé par des spéculateurs sur la propriété de monsieur Baille. En 1857, puis en 1861, la ville achète des terrains pour lui donner ouverture à l'Ouest sur la place Castellane et à l'Est vers le ruisseau du Jarret, créant ainsi une voie longue de 1300 mètres.

## Description
L'hôpital de la Conception, le Pôle Psychiatrie Centre et la Direction informatique et réseau de l'AP-HM (Assistance publique - Hôpitaux de Marseille) sont situés sur le boulevard Baille à proximité du CHU de la Timone. On trouve sur ce boulevard quelques restaurants et commerces en tous genres, notamment des supérettes. Le boulevard Baille est l'un des axes principaux de Marseille sur lequel il est difficile de circuler aux heures de pointe[non neutre].